# تپه آلابولاغ
تپه آلابولاغ مربوط به دوران‌های تاریخی پس از اسلام است و در شهرستان بوئین‌زهرا، بخش آوج، روستای سلطان بلاغ واقع شده و این اثر در تاریخ ۲۵ اسفند ۱۳۸۰ با شمارهٔ ثبت ۵۶۸۸ به‌عنوان یکی از آثار ملی ایران به ثبت رسیده است.